# Den bästa sommaren
Den bästa sommaren är en svensk-dansk dramakomedi från 2000 i regi av Ulf Malmros. I huvudrollerna ses Kjell Bergqvist, Rebecca Scheja, Anastasios Soulis och Cecilia Nilsson. Filmen hade Sverigepremiär den 8 mars 2000.

## Handling
Filmen utspelar sig 1958 i den lilla byn Molkom. Två barn från staden, Mårten och Annika, ska vara sommarbarn hos den stränga och konservativa begravningsentreprenören Yngve Johansson. Varje år har han tagit emot sommarbarn, men det har inte gått så bra. 
Barnen tycker till en början inte om Yngve som inte verkar vara särskilt förtjust i barn överhuvudtaget. Med tiden börjar Mårten och Annika tycka om varandra mer och mer, och när de börjar i sommarskolan möter de den snälla men mycket ensamma lärarinnan fröken Svanström. 
Så småningom mjuknar Yngves hjärta och barnen börjar förstå att han egentligen inte är sådär sträng och hård som han verkar på ytan. 
Det blir en spännande sommar som kommer att förändra deras liv för all framtid.

## Om filmen
Filmen spelades in bland annat vid Björkås herrgård i Vargön, Restad gård i Vänersborg, Anten-Gräfsnäs Järnväg, i Upphärad och i Sjuntorp med omnejd. Den är tillåten från 7 år, hade premiär den 8 mars 2000 och har även visats på SVT.

## Rollista
- Kjell Bergqvist - Yngve Johansson
- Rebecca Scheja - Annika
- Anastasios Soulis - Mårten
- Cecilia Nilsson - Ulla Svanström
- Brasse Brännström - Sven
- Marcus Hasselborg - Harald
- Gachugo Makini - Jacques
- Göran Thorell - Erik Olsson
- Ann Petrén - Fru Ljungberg
- Eivin Dahlgren - Hovmästaren
- Anna Kristina Kallin - Sköterskan
- Ralph Carlsson - Prästen
- Jerker Fahlström - Budbäraren
- Johan Holmberg - Polisman

## Priser och utmärkelser
- 2000 - Oulu International Children's Film Festival, C.I.F.E.J. Award, Ulf Malmros
- 2000 - Lübeck Nordic Film Days, Children's Film Prize of the Nordic Film Institutes, Ulf Malmros
- 2000 - Lucas - International Festival of Films for Children and Young People, C.I.F.E.J. Award, Ulf Malmros
- 2000 - Cinekid, Cinekid Film Award, Ulf Malmros
- 2001 - Kristiansand International Children's Film Festival, Publikens pris, Ulf Malmros
- 2001 - Guldbagge, Bästa manliga huvudroll, Kjell Bergqvist